# 鹿沼土

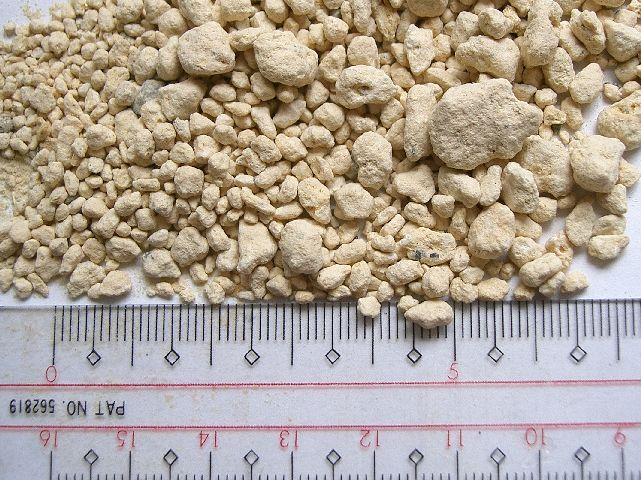
鹿沼土

鹿沼土（かぬまつち）は、農業や園芸に使われる栃木県鹿沼市産出の軽石の総称。形状は丸みを帯びている。土と呼ばれているが実際には風化した軽石であり、硬質鹿沼土でも指で押し潰せる程度の圧縮強度である。

## 特性
鹿沼土は通気性・保水性がともに高いことと、強い酸性土であることが特徴であるため、主にサツキなどのツツジ科の植物や東洋ランなどの栽培に用いられる。また、雑菌をほとんど含まないため、挿し芽などにも適している。
鹿沼土は水分を含むと黄色くなり、乾燥すると白くなるので土壌の乾燥が判断しやすく、園芸に優れている。弱点としては保肥性が低いことが挙げられる。
成分としては、長石、角閃石、カンラン石など。これらの鉱物はわんがけ法などで取りだせる。
鹿沼土の特性を生かし、2010年代以降、化粧品の成分保持剤や、バイオ水素製造時の吸着剤といった新たな用途の開拓が進んでいる。

## 生産・流通

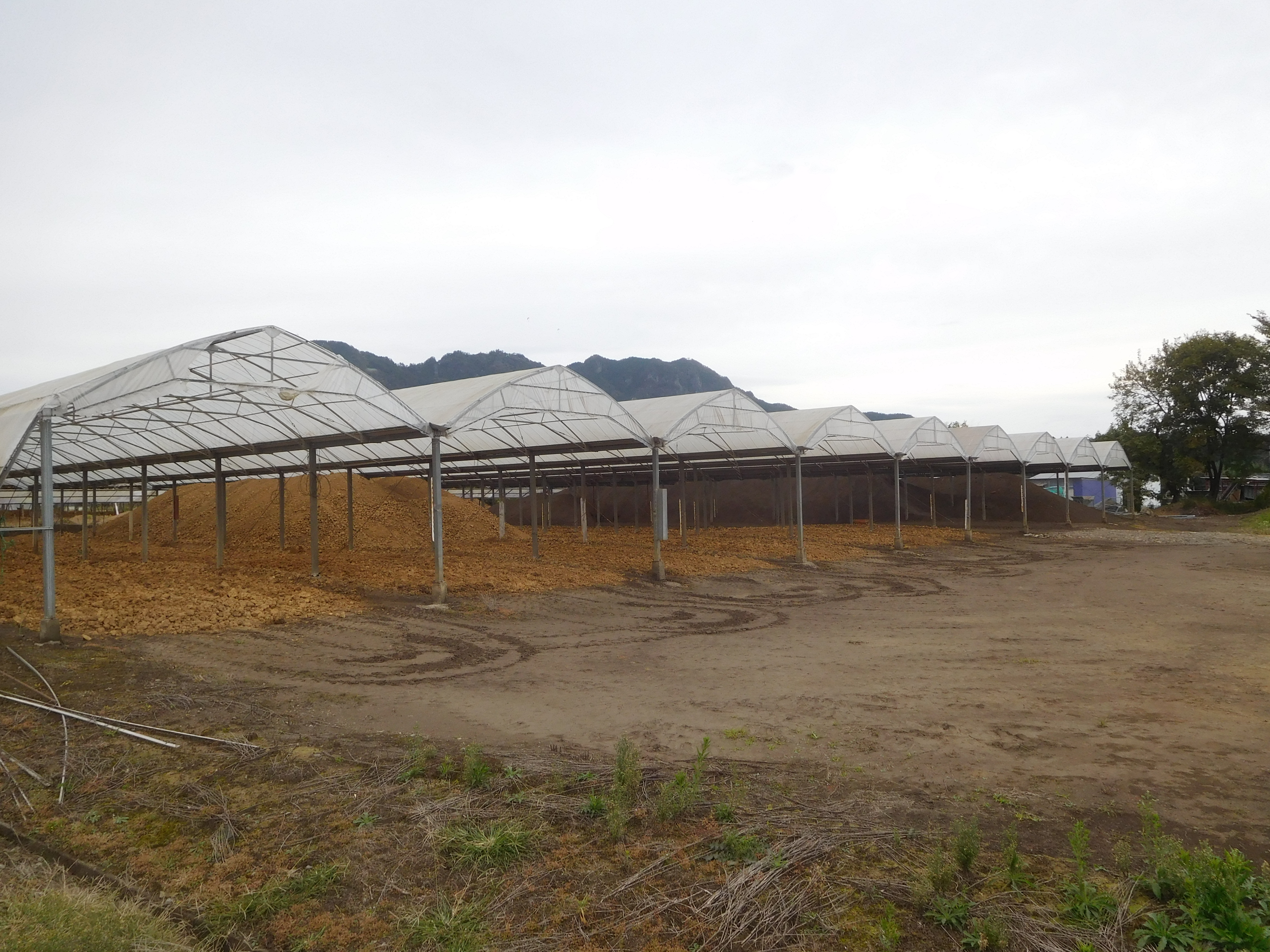
鹿沼土の乾燥場（鹿沼市古賀志町）

鹿沼土の原料となる鹿沼軽石は、群馬県の赤城山から約3万年前に噴出し、偏西風に乗って栃木県や茨城県まで降り積もった。中でも、鹿沼市から栃木市にかけての地域に150 cm以上と最も厚く堆積し、なおかつ平坦な台地上に安定的に分布することから、鹿沼市で鹿沼土採取が盛んになった。
まず爪のない油圧ショベルで表土を削った後、関東ローム層と鹿沼軽石層を採掘し、トラックに積み込む。採掘が終わるとすぐ埋め戻すため、一般人が採掘現場を目にする機会は少ない。次にトラックから採取物を下ろし、重機やトラクターで薄く広げ、ビニールハウスの中で1週間程度乾燥させる。ビニールハウスは一般的な農業用ハウスよりも大きく頑丈である。乾燥が終わると工場へ搬送し、篩（ふるい）にかけて粒径を揃え、ローム層は「赤玉土」として、鹿沼軽石は「鹿沼土」として袋詰にし、ホームセンターや農業協同組合へ出荷する。ホームセンター等の店頭に並ぶのはごく一部で、大半は農協・農家向けに出荷される。
採掘から販売までの全工程を行う企業は鹿沼市内に4社しかなく、乾燥・製品化のみを行う企業や赤玉土・鹿沼土に肥料を混ぜた製品を製造販売する企業、副業として乾燥工程のみを行う農家の数が多い。特に鹿沼市北部に相当する、古賀志町（鹿沼市・宇都宮市どちらも）から仁神堂町、千渡の台地区にかけての地域に乾燥場や工場が集中している。徐維那らは、かつての乾燥場・工場はより鹿沼市街に近い地域に分布していたが、都市化や住宅団地・工業団地の開発の影響で郊外化していったものと推測している。